# Karakteristična energija
Karakterístična energíja (označba {\displaystyle C_{3}\!\,}) je v astrodinamiki mera presežka specifične energije nad zahtevano za pobeg z masivnega telesa. Enote so dolžina2 čas−2, to je hitrost na kvadrat ali dvakratna energija na maso.
Vsako telo ima v balističnem tiru problema dveh teles konstantno specifično orbitalno energijo {\displaystyle \epsilon \!\,}, ki je enaka vsoti njene kinetične in potencialne energije:
{\displaystyle \epsilon ={\frac {1}{2}}v^{2}-{\frac {\mu }{r}}={\text{konst.}}={\frac {1}{2}}C_{3}\!\,,}
kjer je:
- {\displaystyle \mu =\kappa m\!\,} – standardni težnostni parameter masivnega telesa z maso {\displaystyle m\!\,} in
- {\displaystyle r\!\,} – radialna razdalja od njegovega središča.

Ker se telo pri ubežnem tiru giblje navzven, se njegova kinetična energija zmanjšuje, ko se njegova potencialna energija, ki je vedno negativna, zmanjšuje, tako da vsota ostaja konstantna.
Pri tem je {\displaystyle C_{3}\!\,} dvakratna vrednost specifične orbitalne energije {\displaystyle \epsilon \!\,} ubežnega telesa.